# Instrument Rządzenia
Instrument Rządzenia (The Instrument of Government) – akt prawny ogłoszony w grudniu 1653, będący podstawową regulacją prawną Republiki Angielskiej. Stanowił jedyną w dziejach Anglii konstytucję spisaną.
Zgodnie z tym aktem władza wykonawcza należeć miała do Lorda Protektora, którym był Oliver Cromwell, i do Rady Stanu, składającej się z członków mianowanych dożywotnio przez Lorda Protektora spośród kandydatów przedstawianych mu przez Parlament i przez Radę Stanu.
Władza ustawodawcza należała do jednoizbowego Parlamentu. Lordowi Protektorowi przysługiwało jednak weto zawieszające wobec ustaw uchwalonych przez Parlament. Prawa wyborcze ograniczone były wysokim cenzusem majątkowym.
Nowy system stanowił klęskę radykalnej opozycji. Doprowadził do ugruntowania się dyktatorskich rządów Cromwella, a zatem nie zdał próby życiowej. W ciągu 5-letniej dyktatury Cromwell dwukrotnie rozwiązywał Parlament i zwoływał go w nowym składzie, bądź przez długi okres rządził w ogóle bez Parlamentu.
W końcowym etapie dyktatury Cromwell, po odrzuceniu proponowanej mu przez koła oficerskie godności królewskiej, wprowadził zmiany w Instrumencie Rządzenia: został dziedzicznym Lordem Protektorem, z prawem wyznaczenia następcy. Oznaczało to faktyczne wprowadzenie ustroju monarchicznego, z pominięciem monarszej tytulatury.